# 冠雀鹀属
冠雀鹀属（学名：Lophospingus）是唐纳雀科下的一个属。

## 下属物种
本属包括以下物种：
- 灰冠雀鹀 Lophospingus griseocristatus (d'Orbigny & Lafresnaye, 1837)
- 黑冠雀鹀 Lophospingus pusillus (Burmeister, 1860)